# Maanschietmot
De maanschietmot (Limnephilus lunatus) is een schietmot uit de familie Limnephilidae. De soort werd voor het eerst wetenschappelijk beschreven door John Curtis.

## Kenmerken
Deze insecten hebben een onopvallend gekleurd lichaam, variërend van lichtbruin tot zwart. Ze zijn herkenbaar
aan de halvemaan-vormige vlek aan de achterkant van de vleugel, vandaar de wetenschappelijke naam, lunatus, (luna = maan).

## Verspreiding en leefgebied
De soort komt voor in het Palearctisch gebied en is in Nederland en België algemeen.
De larven van deze wijdverspreide soort komen voor in allerlei zoete wateren.